# Běloruský cestovní pas

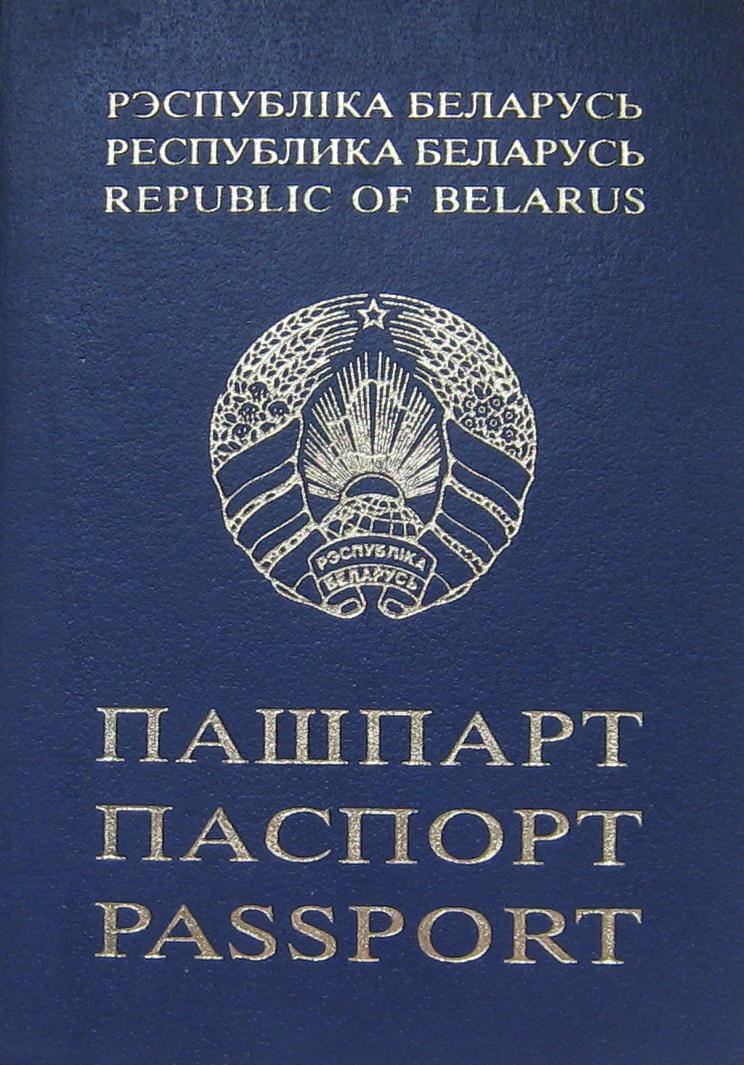

Běloruský cestovní pas je dokument vydávaný občanům Běloruska a používaný pro státní i mezistátní cesty. Na rozdíl od Ruska v Bělorusku neexistují žádné vnitřní pasy. Cestovní pasy vydává Ministerstvo vnitra Běloruska a Ministerstvo zahraničních věcí občanům žijícím v zahraničí.
Běloruské cestovní pasy mají kódy rozeznávající oblast.[ujasnit]
Cestovní pasy mohou být vydány občanům v jakémkoli věku. Po dosažení věku 14 let je každý občan povinen si pořídit cestovní pas. Běloruské pasy mají modré desky.
Článek 14 „Smlouvy o unii mezi Běloruskem a Ruskem“ předpokládá budoucí zavedení dokladů totožnosti unijního státu.

## Dějiny
Do doby, než Bělorusko získalo nezávislost, byly používány sovětské pasy. Navzdory skutečnosti, že občanství Běloruské SSR (stejně jako občanství všech ostatních sovětských republik) bylo uznáno SSSR, sovětské pasy nikdy neuváděly občanství Běloruské SSR. Sovětské pasy vydané ministerstvem vnitra v Běloruské SSR (stejně jako rodné listy) měly záznamy v běloruštině i ruštině.

## Fotogalerie

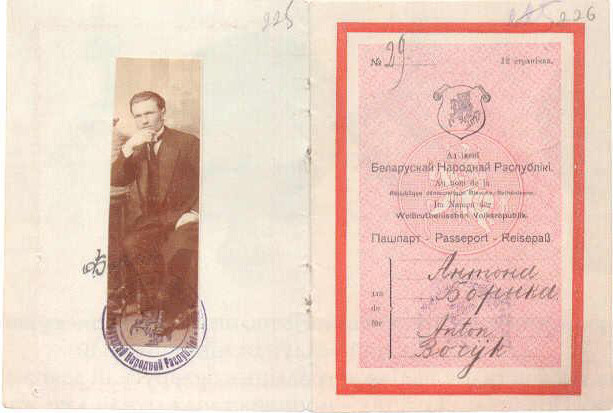
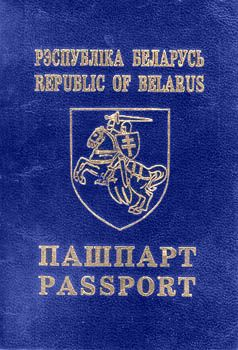
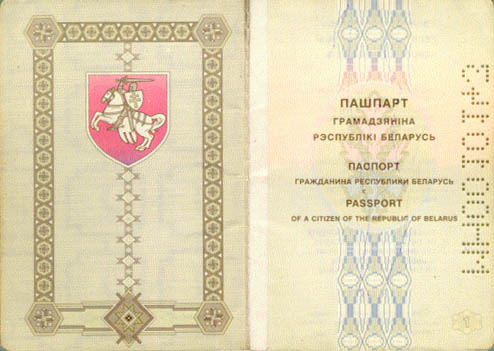
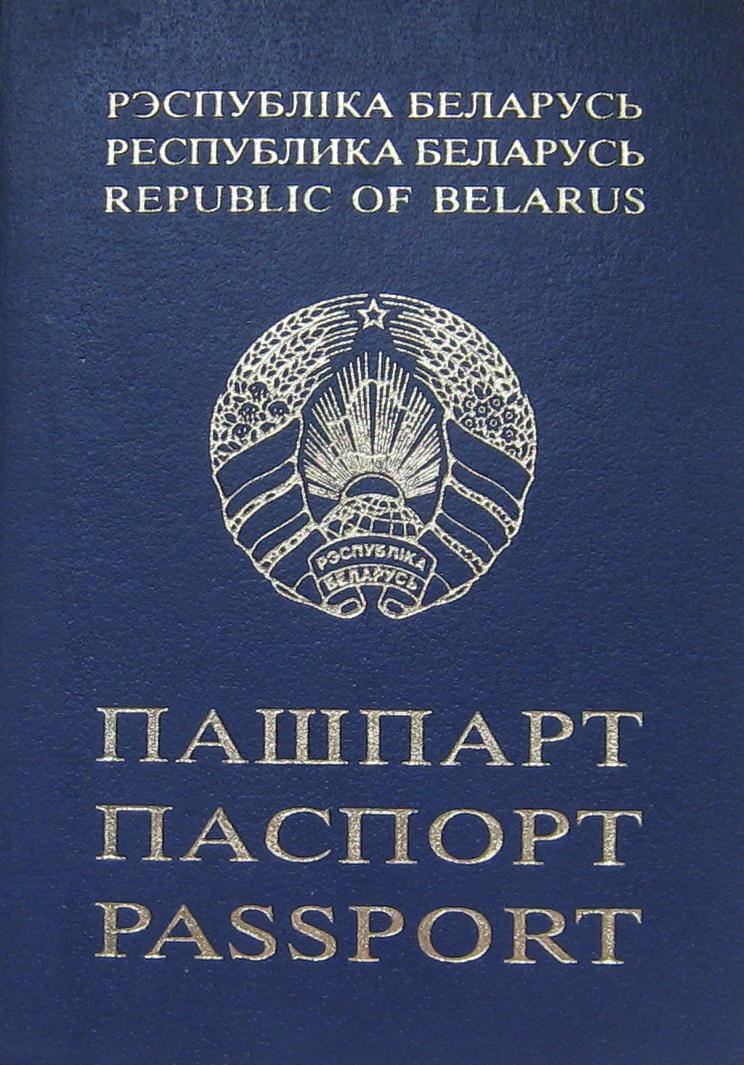
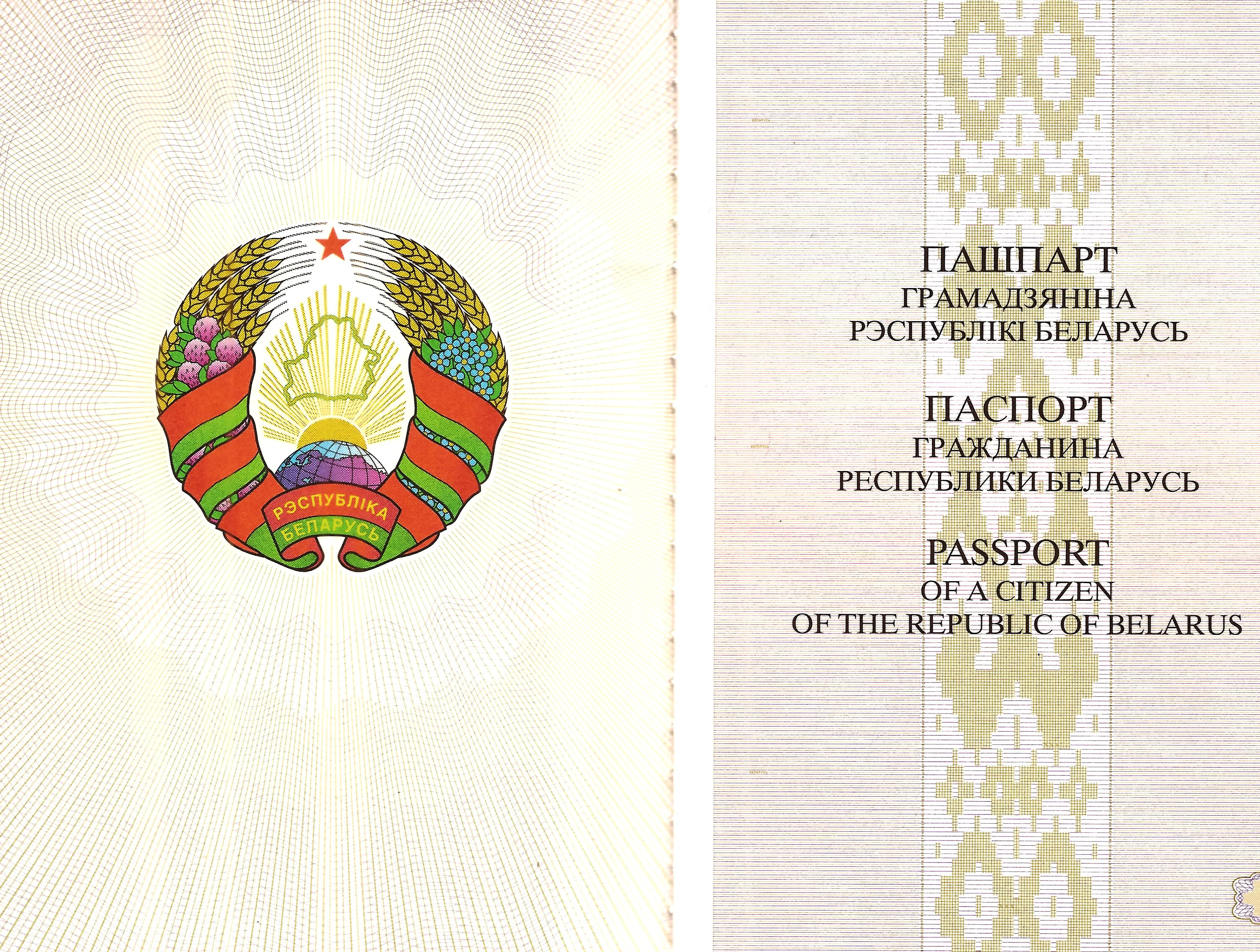
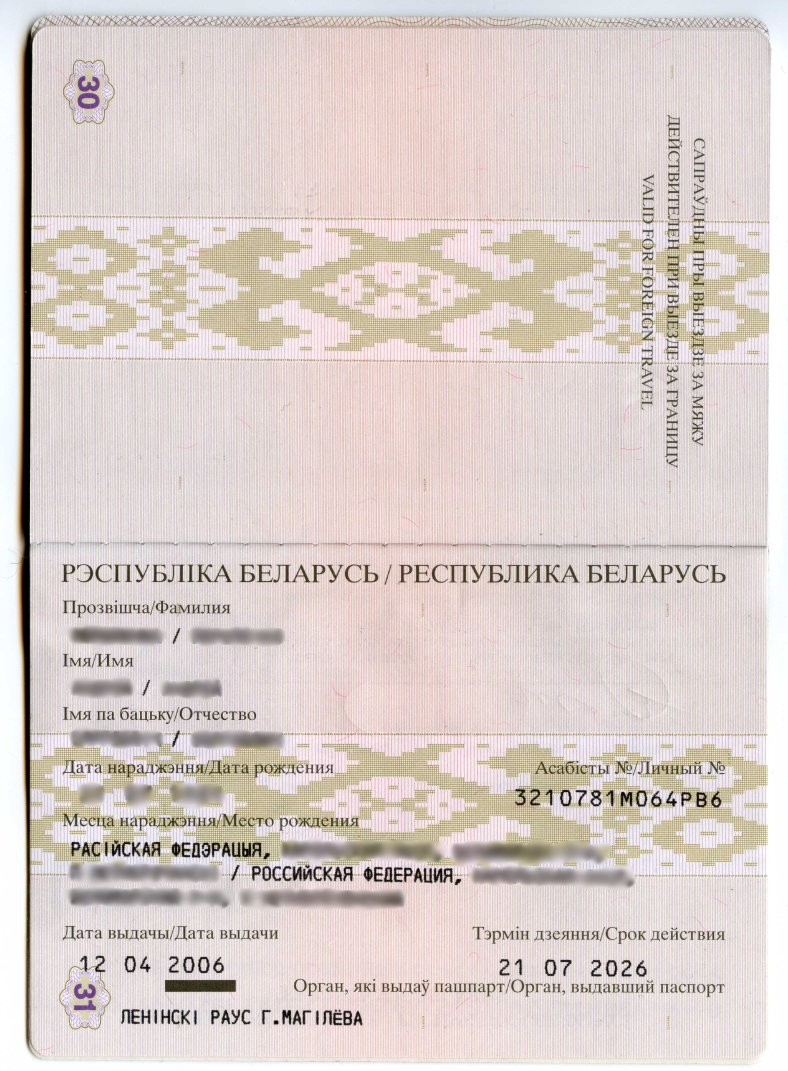
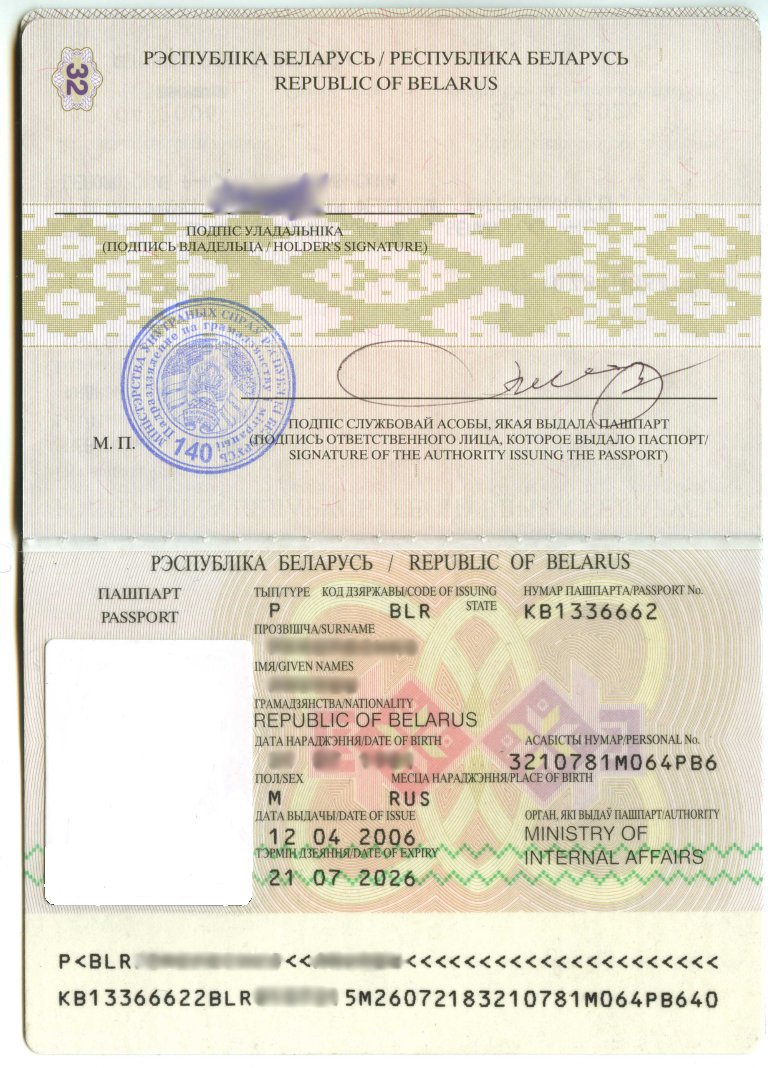
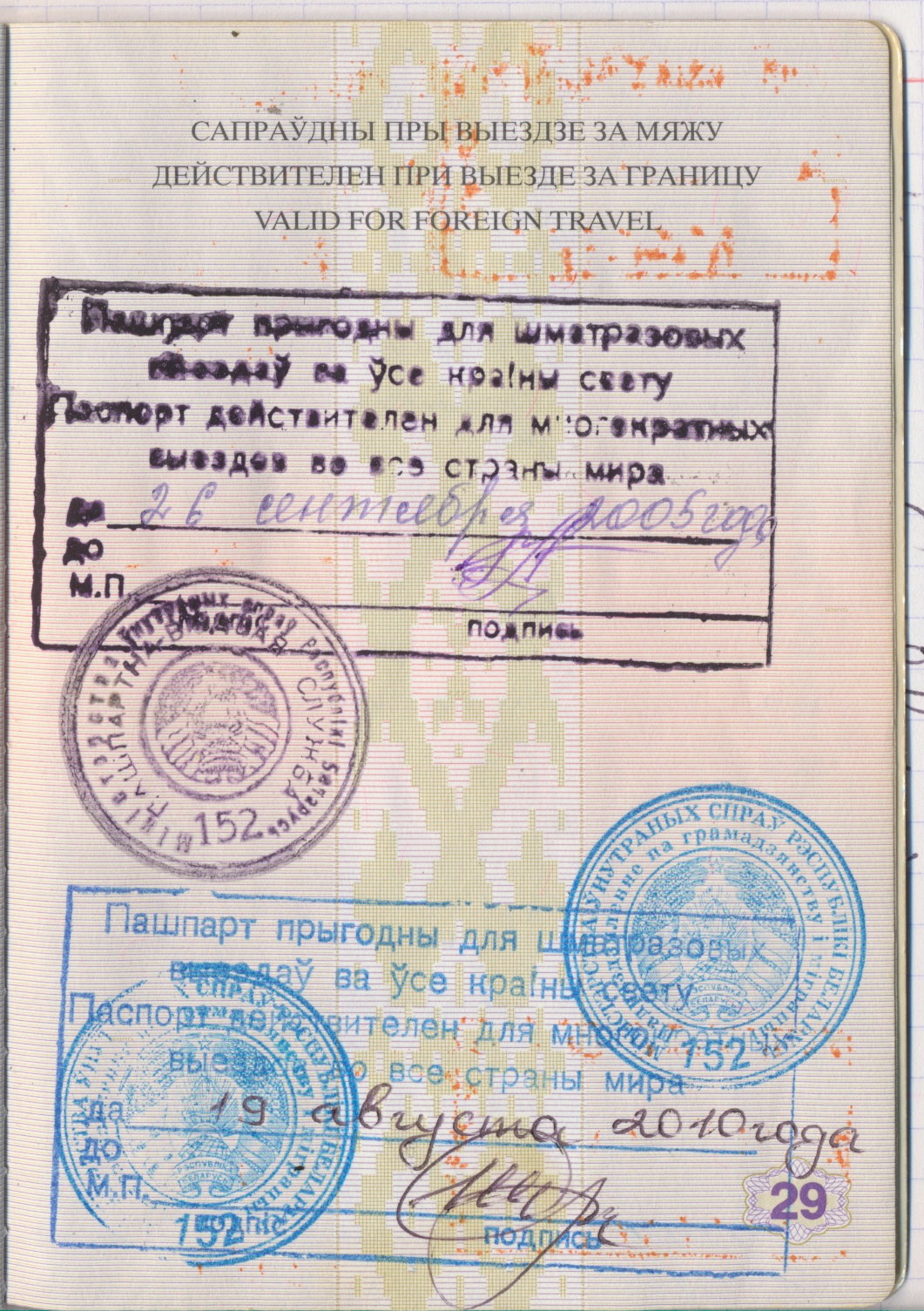
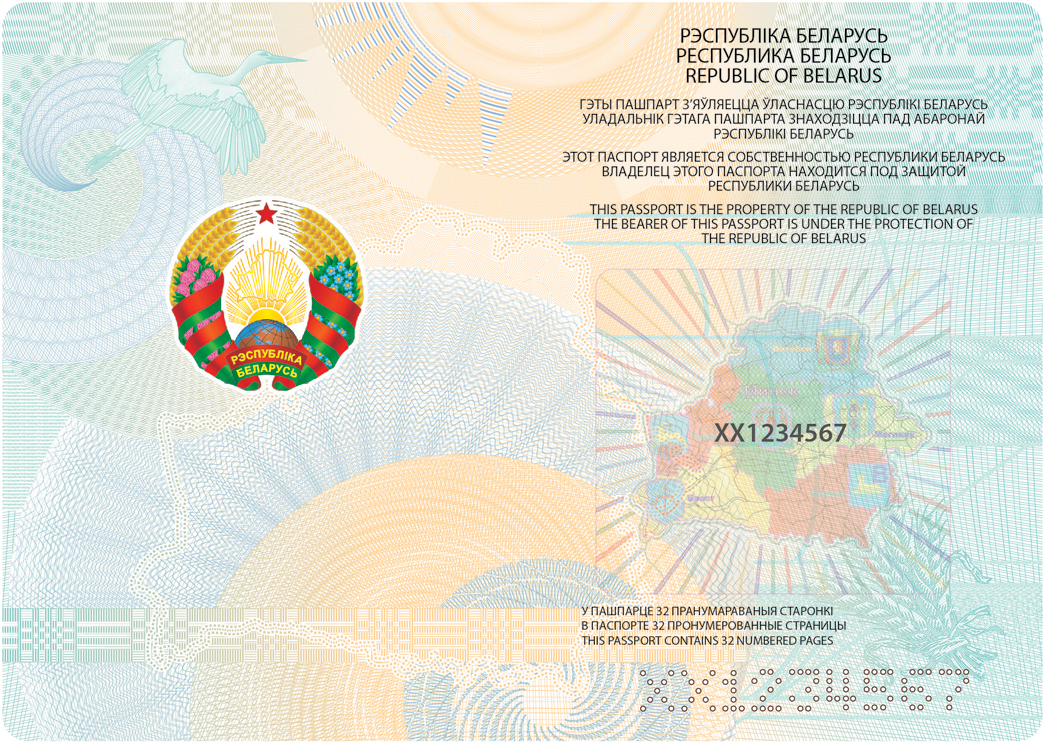
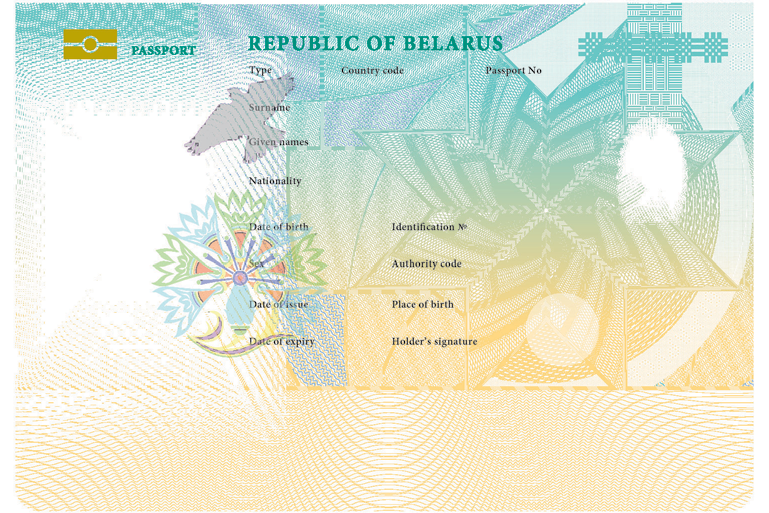
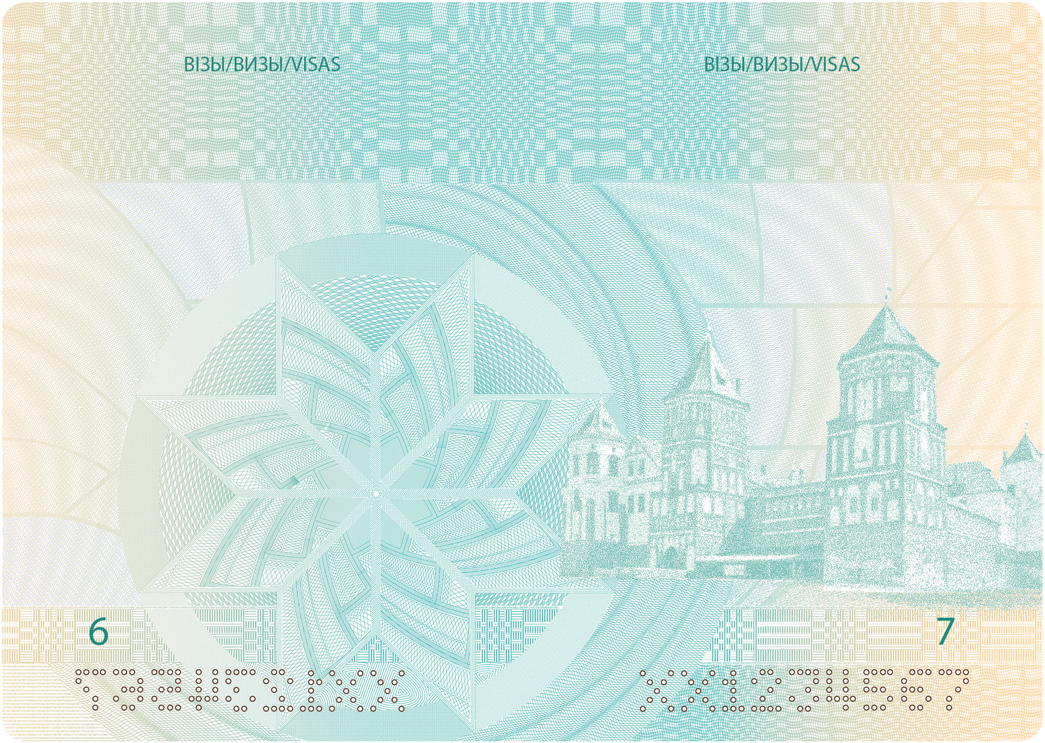
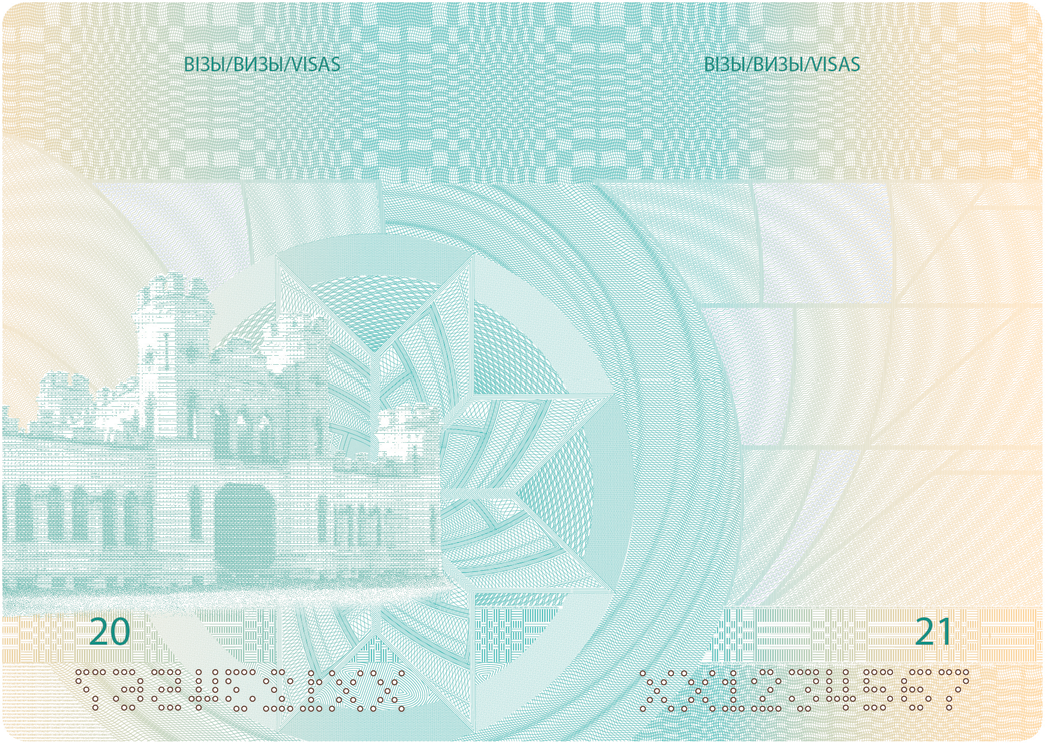
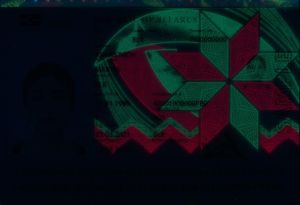
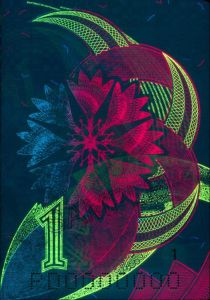
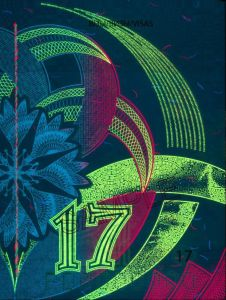

## Informace
- Křestní jméno, příjmení a patronymické jméno (druhé pouze v běloruštině a ruštině)
- Datum narození
- Identifikační číslo
- Pohlaví
- Místo narození
- Datum vydání
- Datum spotřeby
- Autorita
- Podpis držitele
- Podpis orgánu vydávajícího cestovní pas
- Kód státu vydání (BLR)
- Oficiální pečeť
- Bydliště
- Víza (pokud existují)
- Konzulární razítka (pro ty, kteří žijí v zahraničí)
- Informace o dětech mladších 16 let (pokud existují)
- Informace o rodinném stavu a podrobnosti o manželovi (pokud existují)

## Vízové požadavky

Bělorusko
Svoboda pohybu
Vízum není třeba
Vízum udělována při příjezdu
eVisa
Vízum dostupné při příjezdu i online
Vízum nutné předem